# Liga Premier de Rusia 2020-21
La temporada 2020-21 fue la 29.ª edición de la Liga Premier de Rusia, la máxima categoría del fútbol en Rusia desde la disolución de la Unión Soviética, empezó el 8 de agosto de 2020 y finalizó el 16 de mayo de 2021.

## Formato
Los 16 equipos jugaron un torneo de todos contra todos, por lo que cada equipo jugó frente a los rivales dos veces, una como local y otra como visitante. Por lo tanto, se jugó un total de 240 partidos, con 30 partidos jugados por cada equipo.
Los equipos que hayan concluido en las posiciones 15 y 16 descendieron automáticamente a la FNL, mientras que los dos mejores equipos de la FNL consiguieron el ascenso. Por otra parte.

## Equipos participantes
Al igual que en la temporada anterior, 16 equipos jugaron en la temporada 2020-21. Después de la temporada 2019-20, el Krylia Sovetov Samara y el Oremburgo descendieron a la Liga Nacional de Fútbol 2020-21. Fueron reemplazados por los dos primeros clubes de la Liga Nacional de Fútbol 2019-20, el Rotor Volgogrado y el Jimki, ambos regresaron después de varios años a la Liga Premier.

### Ascensos y descensos
| Pos  | Descendidos de la Liga Premier de Rusia |
| ---- | --------------------------------------- |
| 17.º | Krylia Sovetov Samara                   |
| 18.º | Oremburgo                               |

| Pos | Ascendidos de la Liga Nacional de Fútbol |
| --- | ---------------------------------------- |
| 1.º | Rotor Volgogrado                         |
| 2.º | Jimki                                    |

### Estadios y ciudades
| Club                     | Estadio                | Ciudad          | Inauguración | Capacidad |
| ------------------------ | ---------------------- | --------------- | ------------ | --------- |
| FC Ajmat Grozni          | Ajmat Arena            | Grozni          | 2011         | 30 597    |
| PFC Arsenal Tula         | Estadio Arsenal        | Tula            | 1959         | 20 048    |
| PFC CSKA Moscú           | Arena CSKA             | Moscú           | 2016         | 30 000    |
| FC Dinamo Moscú          | VTB Arena              | Moscú           | 2019         | 27 000    |
| FC Krasnodar             | Estadio Krasnodar      | Krasnodar       | 2016         | 34 291    |
| FK Jimki                 | Arena Jimki            | Jimki           | 2008         | 18 636    |
| FC Lokomotiv Moscú       | Estadio Lokomotiv      | Moscú           | 2002         | 28 800    |
| Rotor Volgogrado         | Volgogrado Arena       | Volgogrado      | 2018         | 45 568    |
| FC Rostov                | Rostov Arena           | Rostov del Don  | 2018         | 43 472    |
| FC Rubin Kazán           | Kazán Arena            | Kazán           | 2013         | 45 379    |
| FC Spartak de Moscú      | Otkrytie Arena         | Moscú           | 2014         | 45 360    |
| FC Ural Ekaterimburgo    | Estadio Central        | Ekaterimburgo   | 1940         | 35 000    |
| FC Zenit San Petersburgo | Estadio Krestovski     | San Petersburgo | 2017         | 64 287    |
| PFC Sochi                | Estadio Olímpico Fisht | Sochi           | 2013         | 40 000    |
| FC Tambov                | Mordovia Arena         | Saransk         | 2017         | 44 000    |
| FC Ufa                   | Estadio Neftyanik      | Ufá             | 1967         | 15 234    |

1. ↑  El FC Tambov disputa sus compromisos de local en la ciudad de Saransk, ya que el Estadio Spartak de Tambov no cumple con las condiciones para la disputa de partidos de la Liga Premier.

### Cuerpo técnico y uniformes
| Club                  | Ciudad          | Entrenador             | Marca  | Patrocinador         |
| --------------------- | --------------- | ---------------------- | ------ | -------------------- |
| Ajmat Grozni          | Grozni          | Andrei Talalayev       | Adidas | Akhmat Foundation    |
| Arsenal Tula          | Tula            | Igor Cherevchenko      | Adidas | SPLAV                |
| CSKA Moscú            | Moscú           | Viktor Goncharenko     | Joma   | Rosseti              |
| Dinamo Moscú          | Moscú           | Kirill Novikov         | Kelme  | VTB                  |
| FC Krasnodar          | Krasnodar       | Murad Musayev          | Puma   | 1XBET                |
| Jimki                 | Jimki           | Sergei Yuran           | Puma   |                      |
| Lokomotiv Moscú       | Moscú           | Marko Nikolić          | Adidas | RZhD                 |
| Rotor Volgogrado      | Volgogrado      | Alyaksandr Khatskevich | Nike   |                      |
| PFC Sochi             | Sochi           | Aleksandr Tochilin     | Nike   |                      |
| FC Rostov             | Rostov del Don  | Valeri Karpin          | Adidas | TNS Energo           |
| Rubin Kazán           | Kazán           | Roman Sharonov         | Jako   | Nizhnekamskneftekhim |
| Spartak Moscú         | Moscú           | Domenico Tedesco       | Nike   | Lukoil               |
| FC Tambov             | Tambov          | Aleksandr Grigoryan    | Nike   |                      |
| FC Ufa                | Ufá             | Vadim Evseev           | Joma   | Terra Bashkiria      |
| Ural Ekaterimburgo    | Yekaterinburg   | Dmytro Parfenov        | Adidas | Renova, TMK          |
| Zenit San Petersburgo | San Petersburgo | Sergei Semak           | Nike   | Gazprom              |

### Cambio de entrenadores
| Equipo              | Gerente saliente              | Forma de partida     | Fecha de vacante         | Posición en la tabla | Reemplazado por              | Fecha de nombramiento    | Posición en la tabla |
| ------------------- | ----------------------------- | -------------------- | ------------------------ | -------------------- | ---------------------------- | ------------------------ | -------------------- |
| Ajmat Grozni        | Ígor Shalímov                 | Contrato vencido     | 26 de julio de 2020      | Fuera de temporada   | Andrei Talalayev             | 26 de julio de 2020      | Fuera de temporada   |
| FK Jimki            | Serguéi Yurán                 | Encendido            | 1 de agosto de 2020      | Fuera de temporada   | Dmitri Gunko                 | 1 de agosto de 2020      | Fuera de temporada   |
| FK Jimki            | Dmitri Gunko                  | Consentimiento mutuo | 21 de septiembre de 2020 | 15                   | Igor Cherevchenko            | 25 de septiembre de 2020 | 15                   |
| FC Dinamo Moscú     | Kirill Aleksandrovich Novikov | Renunciar            | 29 de septiembre de 2020 | Noveno               | Alyaksandr Kulchy (cuidador) | 29 de septiembre de 2020 | Noveno               |
| FC Ufa              | Vadim Yevséyev                | Consentimiento mutuo | 7 de octubre de 2020     | 15                   | Rashid Rajímov               | 11 de octubre de 2020    | 15                   |
| FC Dinamo Moscú     | Alyaksandr Kulchy (cuidador)  | Fin del rol          | 14 de octubre de 2020    | Sexto                | Sandro Schwarz               | 14 de octubre de 2020    | Sexto                |
| PFC Arsenal Tula    | Sergei Podpaly                | Encendido            | 2 de noviembre de 2020   | 13                   | Dmitro Parfónov              | 2 de noviembre de 2020   | 13                   |
| FC Rotor Volgogrado | Aliaksandr Jatskevich         | Encendido            | 19 de marzo de 2021      | 13                   | Yuri Baturenko               | 20 de marzo de 2021      | 13                   |

## Clasificación
| Pos. | Equipo                    | Pts. | PJ | G  | E  | P  | GF | GC | Dif. | Clasificación 2021–22                       |
| ---- | ------------------------- | ---- | -- | -- | -- | -- | -- | -- | ---- | ------------------------------------------- |
| 1    | Zenit San Petersburgo (C) | 65   | 30 | 19 | 8  | 3  | 76 | 26 | +50  | Fase de grupos de la Liga de Campeones      |
| 2    | Spartak Moscú             | 57   | 30 | 17 | 6  | 7  | 56 | 37 | +19  | Tercera ronda de la Liga de Campeones       |
| 3    | Lokomotiv Moscú           | 56   | 30 | 17 | 5  | 8  | 45 | 35 | +10  | Fase de grupos de la Liga Europa            |
| 4    | Rubin Kazán               | 53   | 30 | 16 | 5  | 9  | 42 | 33 | +9   | Tercera ronda de la Liga Europa Conferencia |
| 5    | Sochi                     | 53   | 30 | 15 | 8  | 7  | 49 | 33 | +16  | Segunda ronda de la Liga Europa Conferencia |
| 6    | CSKA Moscú                | 50   | 30 | 15 | 5  | 10 | 51 | 33 | +18  |                                             |
| 7    | Dinamo Moscú              | 50   | 30 | 15 | 5  | 10 | 44 | 33 | +11  |                                             |
| 8    | Jimki                     | 45   | 30 | 13 | 6  | 11 | 35 | 39 | −4   |                                             |
| 9    | Rostov                    | 43   | 30 | 13 | 4  | 13 | 37 | 35 | +2   |                                             |
| 10   | Krasnodar                 | 41   | 30 | 12 | 5  | 13 | 52 | 45 | +7   |                                             |
| 11   | Ajmat Grozni              | 40   | 30 | 11 | 7  | 12 | 36 | 38 | −2   |                                             |
| 12   | Ural Ekaterimburgo        | 34   | 30 | 7  | 13 | 10 | 26 | 36 | −10  |                                             |
| 13   | Ufa                       | 25   | 30 | 6  | 7  | 17 | 26 | 46 | −20  |                                             |
| 14   | Arsenal Tula              | 23   | 30 | 6  | 5  | 19 | 28 | 51 | −23  |                                             |
| 15   | Rotor Volgogrado (D)      | 22   | 30 | 5  | 7  | 18 | 15 | 52 | −37  | Descenso a Liga Nacional de Rusia           |
| 16   | Tambov (D)                | 13   | 30 | 3  | 4  | 23 | 19 | 65 | −46  | Descenso a Liga Nacional de Rusia           |

 Fuente: Liga Premier Rusa
Criterios de clasificación: 1) Puntos; 2) Puntos cara a cara; 3) Partidos ganados cara a cara; 4) Diferencia de goles cara a cara; 5) Goles marcados cara a cara; 6) Partidos ganados; 7) Gol diferencia; 8) Goles anotados; 9) Play-off.
Notas:
1. ↑  El FC Lokomotiv Moscú se clasificó para la fase de grupos de la Liga Europa al ganar la Copa de Rusia 2020-21. El cupo para la Liga Europa Conferencia otorgado al equipo ubicado en tercer lugar fue transferido al equipo ubicado en cuarto lugar, y el cupo otorgado al equipo ubicado en cuarto lugar fue transferido al equipo ubicado en quinto lugar.
2. 1 2  Puntos partidos directos: Rubin Kazán 3, Sochi 3. Partidos ganados: Rubin Kazán 16, Sochi 15.
3. 1 2  Puntos partidos directos: CSKA 3, Dinamo Moscú 3. Diferencia de goles partidos directos: CSKA +1, Dinamo Moscú −1.

### Evolución de la clasificación
| Equipo ╲ Jornada   | 1                     | 2  | 3  | 4  | 5  | 6  | 7  | 8  | 9  | 10 | 11 | 12 | 13 | 14 | 15 | 16 | 17 | 18 | 19 | 20 | 21 | 22 | 23 | 24 | 25 | 26 | 27 | 28 | 29 | 30 |   |
| ------------------ | --------------------- | -- | -- | -- | -- | -- | -- | -- | -- | -- | -- | -- | -- | -- | -- | -- | -- | -- | -- | -- | -- | -- | -- | -- | -- | -- | -- | -- | -- | -- | - |
| Equipo ╲ Jornada   | Zenit San Petersburgo | 2  | 1  | 1  | 1  | 1  | 2  | 1  | 1  | 1  | 1  | 1  | 3  | 2  | 2  | 2  | 1  | 1  | 1  | 1  | 1  | 1  | 1  | 1  | 1  | 1  | 1  | 1  | 1  | 1  | 1 |
| Spartak Moscú      | 7                     | 4  | 6  | 2  | 2  | 1  | 3  | 2  | 2  | 2  | 2  | 1  | 3  | 3  | 3  | 3  | 2  | 2  | 3  | 4  | 3  | 2  | 2  | 2  | 2  | 3  | 3  | 2  | 2  | 2  |   |
| Lokomotiv Moscú    | 3                     | 3  | 3  | 4  | 7  | 8  | 10 | 8  | 6  | 5  | 4  | 4  | 7  | 8  | 8  | 7  | 6  | 7  | 8  | 7  | 6  | 4  | 3  | 3  | 3  | 2  | 2  | 3  | 3  | 3  |   |
| Rubin Kazán        | 12                    | 10 | 13 | 12 | 8  | 10 | 6  | 9  | 8  | 9  | 9  | 9  | 8  | 9  | 10 | 9  | 10 | 9  | 9  | 9  | 8  | 6  | 8  | 6  | 5  | 4  | 4  | 4  | 4  | 4  |   |
| Sochi              | 8                     | 9  | 7  | 3  | 3  | 3  | 2  | 4  | 5  | 4  | 6  | 7  | 6  | 5  | 6  | 8  | 7  | 6  | 4  | 3  | 4  | 5  | 4  | 7  | 7  | 7  | 5  | 5  | 5  | 5  |   |
| CSKA Moscú         | 4                     | 2  | 5  | 8  | 9  | 5  | 4  | 3  | 4  | 3  | 3  | 2  | 1  | 1  | 1  | 2  | 3  | 3  | 2  | 2  | 2  | 3  | 5  | 4  | 4  | 5  | 6  | 6  | 6  | 6  |   |
| Dinamo Moscú       | 5                     | 5  | 2  | 5  | 4  | 4  | 5  | 5  | 9  | 6  | 8  | 5  | 4  | 4  | 4  | 5  | 4  | 5  | 6  | 6  | 5  | 7  | 6  | 5  | 6  | 6  | 7  | 7  | 7  | 7  |   |
| Jimki              | 15                    | 14 | 15 | 15 | 15 | 15 | 15 | 15 | 14 | 14 | 14 | 14 | 14 | 14 | 12 | 12 | 12 | 11 | 11 | 10 | 10 | 10 | 9  | 9  | 8  | 8  | 8  | 8  | 8  | 8  |   |
| Rostov             | 6                     | 7  | 10 | 9  | 6  | 6  | 8  | 7  | 3  | 7  | 5  | 6  | 5  | 6  | 5  | 4  | 5  | 4  | 5  | 5  | 7  | 9  | 7  | 8  | 9  | 9  | 9  | 9  | 9  | 9  |   |
| Krasnodar          | 1                     | 6  | 4  | 7  | 10 | 9  | 7  | 6  | 7  | 8  | 7  | 8  | 10 | 10 | 9  | 10 | 9  | 8  | 7  | 8  | 9  | 8  | 10 | 10 | 10 | 11 | 10 | 10 | 11 | 10 |   |
| Ajmat Grozni       | 10                    | 13 | 8  | 6  | 5  | 7  | 9  | 10 | 10 | 10 | 10 | 10 | 9  | 7  | 7  | 6  | 8  | 10 | 10 | 11 | 11 | 11 | 11 | 11 | 11 | 10 | 11 | 11 | 10 | 11 |   |
| Ural Ekaterimburgo | 13                    | 11 | 12 | 10 | 12 | 11 | 11 | 11 | 11 | 11 | 13 | 13 | 11 | 11 | 11 | 11 | 11 | 12 | 12 | 12 | 12 | 12 | 12 | 12 | 12 | 12 | 12 | 12 | 12 | 12 |   |
| Ufa                | 16                    | 8  | 9  | 11 | 13 | 12 | 13 | 14 | 15 | 15 | 15 | 16 | 16 | 16 | 16 | 15 | 14 | 14 | 15 | 15 | 14 | 15 | 15 | 15 | 15 | 14 | 14 | 15 | 14 | 13 |   |
| Arsenal Tula       | 9                     | 12 | 14 | 13 | 11 | 13 | 14 | 12 | 12 | 12 | 11 | 12 | 13 | 12 | 13 | 13 | 13 | 13 | 14 | 14 | 15 | 14 | 14 | 14 | 13 | 13 | 13 | 13 | 13 | 14 |   |
| Rotor Volgogrado   | 14                    | 15 | 16 | 16 | 16 | 16 | 16 | 16 | 16 | 16 | 16 | 15 | 15 | 15 | 15 | 16 | 16 | 16 | 13 | 13 | 13 | 13 | 13 | 13 | 14 | 15 | 15 | 14 | 15 | 15 |   |
| Tambov             | 11                    | 16 | 11 | 14 | 14 | 14 | 12 | 13 | 13 | 13 | 12 | 11 | 12 | 13 | 14 | 14 | 15 | 15 | 16 | 16 | 16 | 16 | 16 | 16 | 16 | 16 | 16 | 16 | 16 | 16 |   |

### Resultados
| Local \ Visitante     | AKH | ARS | CSK | DYN | KRA | JIM | LOK | ROT | ROS | RUB | SOC | SPA | TAM | UFA | URA | ZEN |
| --------------------- | --- | --- | --- | --- | --- | --- | --- | --- | --- | --- | --- | --- | --- | --- | --- | --- |
| Ajmat Grozni          | —   | 2–0 | 0–3 | 1–2 | 2–0 | 3–1 | 0–0 | 3–1 | 0–1 | 0–0 | 0–1 | 2–2 | 3–1 | 3–1 | 2–0 | 2–2 |
| Arsenal Tula          | 0–0 | —   | 2–1 | 2–0 | 1–0 | 1–1 | 0–3 | 1–1 | 2–3 | 2–4 | 3–2 | 1–2 | 4–0 | 2–3 | 1–0 | 0–0 |
| CSKA Moscú            | 2–0 | 5–1 | —   | 3–1 | 3–1 | 2–2 | 0–1 | 2–0 | 2–0 | 1–2 | 1–1 | 3–1 | 2–1 | 1–1 | 2–2 | 2–3 |
| Dinamo Moscú          | 1–0 | 1–0 | 3–2 | —   | 2–0 | 0–1 | 5–1 | 0–0 | 2–0 | 0–1 | 3–1 | 1–2 | 2–0 | 4–0 | 2–2 | 1–0 |
| Krasnodar             | 0–5 | 2–0 | 1–1 | 2–3 | —   | 7–2 | 5–0 | 5–0 | 1–1 | 3–1 | 1–3 | 1–3 | 1–0 | 1–0 | 2–2 | 2–2 |
| Jimki                 | 1–2 | 1–0 | 0–2 | 1–0 | 1–0 | —   | 3–2 | 1–1 | 1–0 | 2–0 | 0–0 | 2–3 | 1–0 | 2–1 | 1–0 | 0–2 |
| Lokomotiv Moscú       | 2–3 | 1–0 | 2–0 | 0–0 | 1–0 | 2–1 | —   | 1–2 | 4–1 | 3–1 | 3–1 | 2–0 | 1–0 | 1–0 | 1–0 | 0–0 |
| Rotor Volgogrado      | 1–0 | 1–0 | 0–1 | 0–3 | 0–3 | 0–0 | 0–2 | —   | 0–4 | 1–3 | 1–2 | 0–1 | 0–2 | 1–0 | 0–0 | 0–2 |
| Rostov                | 3–0 | 1–0 | 1–3 | 4–1 | 1–3 | 0–2 | 0–0 | 3–0 | —   | 0–1 | 0–0 | 2–3 | 2–0 | 0–1 | 1–0 | 0–2 |
| Rubin Kazán           | 1–1 | 3–1 | 1–0 | 2–0 | 0–1 | 1–3 | 0–2 | 1–1 | 0–2 | —   | 1–0 | 0–2 | 2–2 | 3–0 | 1–1 | 2–1 |
| Sochi                 | 2–0 | 4–0 | 2–1 | 2–0 | 1–1 | 1–1 | 2–1 | 2–1 | 4–2 | 3–2 | —   | 1–0 | 5–0 | 1–1 | 0–0 | 1–2 |
| Spartak Moscú         | 2–0 | 2–1 | 1–0 | 1–1 | 6–1 | 2–1 | 2–1 | 2–0 | 0–1 | 0–2 | 2–2 | —   | 5–1 | 0–3 | 5–1 | 1–1 |
| Tambov                | 0–1 | 1–1 | 1–2 | 1–2 | 0–4 | 1–0 | 2–5 | 1–3 | 0–1 | 0–1 | 0–1 | 0–2 | —   | 2–0 | 1–1 | 1–5 |
| Ufa                   | 3–0 | 2–1 | 0–1 | 1–1 | 0–3 | 1–2 | 0–1 | 0–0 | 0–1 | 0–3 | 2–3 | 1–1 | 4–0 | —   | 1–2 | 0–0 |
| Ural Ekaterimburgo    | 1–1 | 2–0 | 0–2 | 0–2 | 1–0 | 3–1 | 1–1 | 1–0 | 1–0 | 0–1 | 1–0 | 2–2 | 0–0 | 0–0 | —   | 1–1 |
| Zenit San Petersburgo | 4–0 | 3–1 | 2–1 | 3–1 | 3–1 | 2–0 | 6–1 | 6–0 | 2–2 | 1–2 | 3–1 | 3–1 | 4–1 | 6–0 | 5–1 | —   |

## Play-off de ascenso-descenso
Los play-off de ascenso-descenso fueron cancelados debido a la no obtención de la licencia para la Liga Premier de Rusia 2021-22 por parte del equipo ubicado en segundo lugar (Oremburgo) y el cuarto puesto (Alania Vladikavkaz), como consecuencia ascendieron el primer y tercer lugar de la tabla de posiciones al finalizar la temporada.

## Estadísticas

### Goleadores
Actualizado: 16 de mayo de 2021
| Pos. | Jugador             | Club                  | Goles |
| ---- | ------------------- | --------------------- | ----- |
| 1    | Artiom Dziuba       | Zenit San Petersburgo | 20    |
| 2    | Sardar Azmoun       | Zenit San Petersburgo | 19    |
| 3    | Jordan Larsson      | Spartak Moscú         | 15    |
| 4    | Đorđe Despotović    | Rubin Kazán           | 14    |
| 4    | Aleksandr Sobolev   | Spartak Moscú         | 14    |
| 6    | Christian Noboa     | Sochi                 | 12    |
| 7    | Nikola Vlašić       | CSKA Moscú            | 11    |
| 8    | Marcus Berg         | Krasnodar             | 9     |
| 8    | Vladimir Ilyin      | Ajmat Grozni          | 9     |
| 8    | Grzegorz Krychowiak | Lokomotiv Moscú       | 9     |
| 8    | Ezequiel Ponce      | Spartak Moscú         | 9     |
| 8    | Anton Zabolotny     | Sochi                 | 9     |

### Asistencias
Actualizado: 16 de mayo de 2021
| Pos. | Jugador             | Club                  | Asistencias |
| ---- | ------------------- | --------------------- | ----------- |
| 1    | Christian Noboa     | Sochi                 | 7           |
| 1    | Douglas Santos      | Zenit San Petersburgo | 7           |
| 3    | Artiom Dziuba       | Zenit San Petersburgo | 6           |
| 3    | Ilya Kukharchuk     | Jimki                 | 6           |
| 3    | Timofei Margasov    | Sochi                 | 6           |
| 6    | Zelimkhan Bakayev   | Spartak Moscú         | 5           |
| 6    | Soltmurad Bakayev   | Rubin Kazán           | 5           |
| 6    | Aleksei Ionov       | Krasnodar             | 5           |
| 6    | Jordan Larsson      | Spartak Moscú         | 5           |
| 6    | Anton Miranchuk     | Lokomotiv Moscú       | 5           |
| 6    | Sebastian Szymański | Dinamo Moscú          | 5           |
| 6    | Nikola Vlašić       | CSKA Moscú            | 5           |
| 6    | Rifat Zhemaletdinov | Lokomotiv Moscú       | 5           |